# Vampyrognathia
Vampyrognathia är ett släkte av käkmaskar. Vampyrognathia ingår i familjen Onychognathiidae.
Kladogram enligt Catalogue of Life:
| Vampyrognathia | \| \| Vampyrognathia horribilis \| \| \| \| \| \| Vampyrognathia minor \| \| \| \| \| \| Vampyrognathia varanus \| \| \| \| |
|                | \| \| Vampyrognathia horribilis \| \| \| \| \| \| Vampyrognathia minor \| \| \| \| \| \| Vampyrognathia varanus \| \| \| \| |
|                | Goannagnathia |
|                | |
|                | Nanognathia |
|                | |
|                | Onychognathia |
|                | |
|                | Valvognathia |
|                | |
|                | Vampyrognathia horribilis                                                                                                   |
|                | |
|                | Vampyrognathia minor |
|                | |
|                | Vampyrognathia varanus |
|                | |

|  | Vampyrognathia horribilis |
|  |                           |
|  | Vampyrognathia minor      |
|  |                           |
|  | Vampyrognathia varanus    |
|  |                           |